# Petter Dass
Petter (Pettersen) Dass (ca. 1647 på Nord-Herøy, Helgeland - 18. september 1707) var en norsk teolog og digter. Han var sognepræst i Alstahaug i Nordland.
Ellers er han kendt for at have skrevet Nordlands Trompet med beskrivelse af Nordnorge, samt for en række viser, salmer og forklaringer til katekismen og bibelhistorie på vers. Han figurerer også i mange sagn i folkedigtningen.

## Baggrund
Petter Dass var søn af Peiter Dundas (= fra Dundee), der indvandrede fra Skotland og tog borgerskab i Bergen i 1635. Han havde sin søster Maria med; hun giftede sig med købmand Fasmer i Bergen. Dundas blev opkøber af fisk og forpagtede et handelssted på Helgeland, sandsynligvis Åkvik på sydspidsen af Dønna. På den anden side af fjorden lå krongården Nord-Herøy, hvor fogden Peder Falck holdt til. Falck blev senere ansat af den danske adelsmand Henrik Rantzau som forvalter af Dønnagodset. I 1640 giftede Dundas sig med Falchs datter Maren, der nedstammede fra Benkestok-slægten på Meløy.
Dundas døde tidligt, og Maren Falch sad tilbage med fem børn, hvoraf den 6-7 år gamle Petter Dass var ældst. Enken var ikke meget ældre end 25 år, så hun giftede sig med sognepræsten Tileman i Hadsel. Efter hans død i 1664 flyttede hun tilbage til Helgeland og giftede sig med fogeden Peder Broch, så hun igen kom til at bo på sin barndoms Nord-Herøy. Maren Falch overlevede både sin tredje mand og sin søn Petter Dass. Selv døde hun 80 år gammel i 1709.

## Unge år
Syv år gammel blev Petter Dass sendt til sin moster Anne Falch, der var gift med præsten Arctander på Nærøy. Præsten så snart, at drengen var kvik, og ville give ham skolegang, men hans kone havde ingen tro på sin søstersøn. "Hvis Petter bli'r præst, bli'r min rumpe en tønde smør!" sagde hun. Heldigvis for Petter Dass kom han snart til en anden af sin mors søstre, Margrete, som var gift med fogden Jesper Hanssøn på Nord-Herøy. Hun sørgede for, at han fik huslærer sammen med hendes egen søn, den jævnaldrende Peter Jespersøn. De to fætre var både navnebrødre og gode venner, men i 1660 blev Peter Jespersøn sendt til latinskolen i Trondheim, mens Petter Dass blev sendt til sin faster Maria Fasmer for at gå i latinskole i Bergen.
Her fik Petter Dass lært latin. Ifølge en kilde "debuterede" han her med kærlighetsdigtet Veneris Trompete, der ikke er med i de samlede værker, som ellers indeholder syv af hans latinske skrifter.
På Bergen katedralskole begyndte dagen halv seks med andagt på latin i Bergen domkirke. I et rimbrev fra 1679 skrev Petter Dass, at man måtte forbande den dag, man blev sendt i skole, for hvad så man igen for det? – men det virker, som om han var helt glad for at være i Bergen. Sammen med fire kammerater fra katedralskolen tog Dass til København i 1666 for at studere teologi. Efter 2–3 år aflagde han den nødvendige præsteeksamen (teologisk attestas). I København genså han sin fætter Peter Jesperssøn. Mens denne havde det komfortabelt, levede Petter Dass i mærkbar fattigdom. Efter endt eksamen rejste fætteren til videre studier i udlandet, og Dass ville gerne have slået følge, men stod uden midler og blev i stedet i 1669 huslærer hos præsten Jacob Wirthmann i Vefsn. Eleven Sten Wirtmann blev en god ven og senere svoger, da Dass forlovede sig med hans søster Margrete.
Margrete Andersdatter var præstefruens datter af første ægteskab. I 1671 havde Petter Dass gjort hende gravid. Det kom for en dag, lige efter at han havde ansøgt om stillingen som residerende kapellan i Nesna, Rana og Dønnes. Det var yderst uheldigt, da lejermål (dvs. samleje mellem ugifte) efter datidens lovgivning var at anse som et lovbrud. Dass rejste til København for at bede om kongens tilgivelse for sin synd.  Det kongelige benådningsbrev, dateret 17. september 1673, er bevaret. Dermed slap parret for at aflægge offentligt skrifte, som de efter loven skulle; men en bøde måtte de betale. De fik to børn sammen:
- Lars Dass, født i 1672 (muligvis før brylluppet) døde i 1691 som latinskoleelev i Bergen.[9]
- Anders Dass, født i Nesna i 1675 og død i 1736 på Alstahaug, studerede i København og senere i Oxford, inden han kom hjem med magistertitel. Dass-dynastiet på Alstahaug endte med Morten Sommer, der var gift med Anders' datter Abel.[10]

Dass selv beholdt kontakten med Bergen ved sin korrespondance med "poetinden" Dorothe Engelbretsdatter. Brevene er bevaret. Bybranden i Bergen i maj 1702, der lagde 9/10 af byen i aske, gjorde voldsomt indtryk på Dass, og han skrev to digte på henholdsvis 22 og 34 vers om sagen, dertil en sang på 24 vers til melodi. Det første af disse digte hed Plaster tjenligt at lægge paa de brendte saar Indbyggerne i BERGENS Stad blev plaget med den 19de Maj 1702, præpared af Peder Dass. Hans retskrivning var som ellers ret inkonsekvent, også vedrørende store forbogstaver i navneord. Hans første "Plaster" innledes med dette vers:
O Herre Gud benaade dig
Du Bergens stad! Hvor ynkelig
er din gestalt at skue!
Hvor er de Kirke-spirer, som
i staden glimred runden om.
Hans "andet Plaster" afsluttes med denne hilsen til Bergen:
Saa lenge som Jorden urørlig bestaar,
saa staar ditt berømmelig Minde.
Naar Bierge forsvinder og Klipper forgaar,
saa skal óg dit rygte forsvinde.
Far, Bergen, far vel!
Gud glæde hver Siæl,
Som lever og Bygger der inde.
Han tilføjer: "Kan disse Tvende foranførte Plaster ikke hjelpe, da haver jeg paa denne Sind ingen fleere ved haanden; men overlevererer Bergens Indvaanere udi Hans Hænder, som heeler alles Skade og læger alles Bræk! Herren være med eder alle amen." I de to første "plastre" skildrer hans Bergen som en jomfru, voldtaget af branden. I afslutningen skildres byen som en brud, der inviterer sin venner til bryllupsgilde. Og husene, han tænker sig genrejst, er de huse, der i dag står på Bryggen i Bergen.

## En hård præst
Petter Dass fik ry for at være "almuens ven". I Nordlands Trompet skildrer han med indlevelse nødsårene i 1690'erne, da fiskeriet slog fejl, og de fattige hundesultede.
Os Havet sin Rigdom nu nægter!
Her intet har vanket et Aar eller tie.
Stor Armod er Landet geraaden udi.
Som sognepræst var Dass af kongen i København pålagt at låne korn til fattige bønder, og på Alstahaug fandtes store kornlagre. Men hr. Petter var en benhård forretningsmand. Ord som "profit", "indtægter", "indkomst", "tiende", "renter" og "penge" er gengangere i teksten. Han sikrede sig prioritet fremfor andre kreditorer, og inddrev nådesløst sine fordringer, selv fra de aller fattigste. Kunne de ikke betale, måtte de overlade gård og grund eller båd og udstyr til præsten. Han gad ikke at vente på, at tiderne kunne blive bedre, og gik om nødvendigt rettens vej. I Nordlands Trompet gives der også råd om, hvordan en rejsende kan narre lokalbefolkningen til at yde sig gratis transport, han ikke er berettiget til. Men at yde de fattige mennesker noget til gengæld, var der ikke tale om:
Begiæres Forskaansel, da svares dig, ney.
Personers Anseelse skiøttes her ey.
Hver bør sine Skatter at yde.
Der skulle arbejdes, ikke tigges:
Hvo der arbejd' ej vil gjøre
han ej heller æde må.
Man skal ham ad døren kjøre
når han til at betle gå,
lade så hans dovne arme
ligge hos hans hungrig tarme.
Er det så du vilde give
almis til en doven hund,
det er som du vilde rive
brødet bort fra barnets mund
og det hen for hunden kaste
som vel er verd å laste.
Hvis nogen slet ikke kunne betale sin gæld, førte gældsfængsel kun til flere udgifter. Dass tænkte sig en mere virkningsfuld løsning:
Men dersom at Tanden blev slagen af Mund
paa dennem der elske bedragelig Fund,
da torde sig nogle betænke.
Han kom dog frem til, at det forslag ikke var helt i Bibelens ånd.

## Myter om Dass
Helge Dahn skriver i Salmehåndbog fra 1968 om Petter Dass:
"På Alstahaug i Helgeland, en ensom flække ud mod det barske Atlanterhav, fødtes og døde den djærve, saltvandsfriske Petter Dass, ligesom Thomas Kingo af skotsk herkomst på fædrene side. Her blev han profet for den fattige bondebefolkning, og her blev den fantastiske legende dannet om hans overnaturlige kræfter. Fiskerne fældede en sort firkant ind i deres sejl, da han var død, og endnu i forrige århundrede kunne man se denne sørgelap på nordnorske fiskerbåde, ligesom hans lange digte stadig blev lært udenad og sunget..."
Her gengives en ren myte. Den sorte lap på sejlene var indsyet som forstærkning for at lette presset på sejlet, hvor det er størst. Mindst af alt havde det noget med Petter Dass at gøre. 
Nordlands Trompet har været omtalt som folkelæsning i Nordnorge i alle år, til dels i håndskrevne udgaver. Det findes der intet belæg for; tvært imod blev Dass hentet frem fra glemslen af Johan Sebastian Welhaven i en artikel i 1856. Kun en af Dass' bøger, Den nordske Dale-Viise, udkom i hans levetid. Nordlands Trompet udkom først i 1739, i én udgave i Bergen og en anden i København, baseret på to forskellige manuskripter. På den tid var alle hans religiøse skrifter trykt. Hvorfor Nordlands Trompet var så længe om at blive udgivet, skyldes sandsynligvis censuren; myndighederne har ikke brudt sig om indholdet. I de sidste linjer vurderede Dass selv, at hans bog kunne møde kritik, og skrev derfor lige ud, at den slags slap han ud gennem endetarmen:
Vil nogen derfore med Tungen mig slaae,
jeg lader det giennem Canalen hengaae,
og skytter lidt, hvad de mig kalder.

## Sidste år
Sine sidste syv år var Dass pint af stensmerter. I 1700 søgte han om at få sin søn Anders Dass indsat som kapellan til aflastning for sig selv; men først i 1704 blev Anders præsteviet og indsat, med løfte om overtagelse af Alstahaug, når hans far fratrådte.
Biskop Peder Krog skrev i sit mindedigt om Dass:
Den norske Maro, Dass, er død!
Hvis digter-gejst som honning flød
udaf Parnassi top!
Folketroen gjorde Dass til et overmenneske, der kunne binde og løse onde magter og tage selve djævelen i sin tjeneste. "Er I rejst med et Petter-lift?" kunne nordlændinge spørge hinanden, når nogen dukkede op raskere end forventet. Samtidig blev Dass' gravplads under koret i Alstahaug kirke glemt. I 1765 blev hans sønnedatter Abels mand Morten Sommer bisat i kirkens gravkælder, men gulvplankerne i koret røbede intet om de seks kister i krypten. Først i provst Gaarders tid omkring 1860 blev det iværksat en systematisk undersøgelse for at genfinde Dass' gravsted, og da kom gravkælderen for en dag. I 1863 påbegyndtes en ombygning af kirken, og et øjenvidne beskrev, at Petter Dass lå i sin kiste, stadig let genkendelig efter beskrivelsen. Efter ombygningen blev det gamle kor sakristi, og ved udgravninger i 1969 var det ikke mere muligt at finde Petter Dass' gravsted.
I et essay i 1856 trak Welhaven Petter Dass frem fra glemslen, og rektor A.E. Erichsens hovedværk er udgaven af Petter Dass' Samlede Skrifter. En husmand fra Alstahaug fremsatte tanken om en bautasten for Dass, og vandt tilslutning af klokker Heitmann, sorenskriver Holst, Elias Blix og biskop Bang. Da borgmester Sofus Arctander i 1901 stillede sig i spidsen for projektet, blev det bestemt, at et monument skulle være på plads til 200-årsdagen for digterens død i 1907. Gustav Vigelands statue viser Dass med knytnæver mod mørkemagterne, som trækker ham i præstekjolen - men på Alstahaug rejste de i stedet den byste, Georg Andreas Heggelund fra Tromsø havde lavet. Den kom på plads 26. august 1908.
Petter Dass' fætter og barndomsven Petter Jespersøn sad i 1696–99 i et udvalg, der udarbejdede en ny salmebog, hvor mange af Thomas Kingos salmer blev antaget, mens Dass' tekster ikke blev fundet værdige. I Magnus Landstads norske salmebog fra 1869 kom der imidlertid syv Dass-salmer med.

## Dass og djævelen i folketroen
Petter Dass hører til blandt de mest kendte "sortebogspræster" - de, der var velbevandret i Sortebogen - og det blev sagt, at han ikke kastede skygge. Den tog djævelen nemlig i bytte, da de færdige kandidater forlod præsteskolen i Wittenberg. I folketroen var rektor for denne skole nemlig selve djævelen, og han forlangte én fra hvert kuld som sin andel; enten den sidst udeksaminerede, eller en, der blev valgt ved lodtrækning. Loddet faldt angiveligt på Petter Dass, men han narrede djævelen ved at sige: "Tag ikke mig, men ham, der kommer bagefter."" Det var så skyggen, djævelen fik fat i. Men Dass havde slet ikke studeret i Wittenberg.
Før Norge i 1811 fik sit eget universitet i Christiania (Oslo), foregik uddannelsen af landets præster ved Københavns universitet. Når Wittenberg-skolen i folketroen forbindes med djævelen, skyldes det måske, at det var Martin Luthers hjemby i 38 år, hvor han og Philipp Melanchthon ligger begravet i slotskirken. Den lutherske præsteuddannelse lagde større vægt på teologisk kundskab om djævelen end den katolske, og dæmoniserede derfor i højere grad den gamle folketro, så hekseproceserne blussede op efter reformationen. Fanden som kørekarl er en type sagn, der refererer til flere præster, men i versionen om Petter Dass forlød det, at den danske konge ville høre Dass prædike i København juledag. Biskoppen i Bergen syntes ikke om det forslag, og videresendte brevet så sent, at det først nåede frem til Dass juleaften. Men Dass kunne sin Cyprianus, og fik djævelen til at fragte sig til København, mod at djævelen skulle få sjælene til dem, der var faldet i søvn under prædikenen. Djævelen fløj alligevel så lavt med ham, at hans kappe dyppede i havet. "Højere op og fremad!" råbte Dass. Han ankom København juledag, og sørgede for at prædike med så høj en stemme, at ingen faldt i søvn. Så den aftale fik Fanden ikke meget ud af.
En anden version af historien starter som foroven, og også her aftaler præsten med kørekarlen at han skal få sjælen til alle dem, der falder i søvn under gudstjenesten. Med Petter Dass på ryggen blev djævelen imidlertid træt, og vurderede at kaste ham af. Så han fløj lavere og lavere, til præstens kappe nåede ned i søen, og han mente da, at han kunne få Dass til at sige et gudsord - for da blev han nødt til at slippe ham. Men Dass sagde i stedet: "Højere op og fremad, din Satan!" Og frem kom de. Dass var blevet lovet, at teksten til hans tale skulle ligge klar til ham ved ankomst. Der lå da også et papir på prædikestolen; men der stod ingenting på det. "Her var intet," sagde Dass, og vendte arket. "Her var heller intet," fortsatte han, "og af intet skabte Gud Jorden". Derpå holdt han en prædiken, så alle holdt sig vågne i Københavnerkirken den dag. Og Fanden blev igen snydt for sin belønning.
Blandt andre norske sortebogspræster kan nævnes Søren Schive (1623–1705),  som angiveligt heller ikke kastede skygge, og salmedigteren Magnus Brostrup Landstads far Hans Landstad (1771–1838), som blev sagt at have standset ild i sin tid som præst i Seljord. Præsten Hans Jacob Wille (1756–1808) fortæller i sin beskrivelse af Seljord præstegæld fra 1786: "Hvad Hexerie angaaer, da ere de her, som andensteds, meget indtagne af den Fordom, at enhver Præst er meget beløben i alle Hexeriets Dele; dog er visse Præster deri større Mestere end andre, som da kaldes Visepræsten, og som eier Sortebogen hvoraf Viisdommen samles, og hvormed man kan læse Fanden baade til og fra sig, samt udøve Kurer og Mirakler." Der var ingen skam forbundet med at anses som "sortebogspræst". I folketroen fremstod de som handlekraftige og hjælpsomme Guds mænd, der satte djævelen på plads. Præsterne selv kæmpede hårdt imod den slags primitive forestillinger, som missionærer i ulande også kan opleve den dag i dag. 

## GUD er GUD
Den uden sammenligning mest kendte tekst er til salmen Herre Gud! Dit dyre navn og ære og lyder således:

Herre Gud, dit dyre navn og ære

over verden højt i agt skal være

og alle sjæle,

de trætte trælle,

alt som har mæle

de skal fortælle

din ære.
Gud er Gud, om alle land lå øde, 

Gud er Gud,om alle mand var døde

Om slægter svimle, blandt stjernestimle

i høje himle utallig vrimle

Guds grøde.
Høje hall og dybe dal skal vige.

Jord og himmel falde skal tillige.

Hvert fjeld, hver tinde skal brat forsvinde,

men op skal rinde,

som solen skinne

Guds rige.

Et kendt vers af Petter Dass lyder i Kalliopes version

GUD er GUD, om alle Land laa øde, 

GUD er GUD, om alle Mand var døde,

Om Folk forsvimler, i Herrens Himler 

Utallig Vrimler, som slaer paa Cimler 

Hin Søde.

I Den Danske Salmebog fra 1953 er det andet vers i salme nummer 7 Herre GUD! dit dyre navn og ære og gengives sådan:

Gud er Gud, om alle land lå øde, 

Gud er Gud,om alle mand var døde

Om slægter svimler, – blandt stjernestimle

utallig vrimler i høje himle

Guds grøde

[ Cimler hos ODS: Bækken – Guds grøde er englene ]

## Digtning
- Aandelig Tidsfordriv eller Bibelske Viisebog
- Katechismus-Sange
- Nordlands Trompet
- Den Nordske Dale-Viise